# Benoît Conem
Benoît Conem, né en novembre 1980, est un apnéiste français
En 2011, il est champion de France d'apnée statique avec une performance de 7 min 04 s 37 et termine 10e du championnat du monde à Lignano Sabbiadoro en Italie avec un temps de 7 min 10 s. Il signe aussi la meilleure performance française de l'année lors de sa victoire à l'Open International de Liège avec un temps de 7 min 35 s.
En 2012, il est une nouvelle fois le meilleur apnéiste français en apnée statique en détenant les 2 meilleures performances françaises avec des temps de 7 min 34 s et 7 min 33 s.

## Biographie
Son parcours d'apnéiste débute dès son plus jeune âge. C'est en 2006 qu'il débute en compétition après avoir suivi en 2005 un stage d'une semaine avec Umberto Pelizzari.
Il devient vice-champion de France d'apnée statique en 2007 et participe à son premier championnat du monde la même année. Champion de France d'apnée statique 2011, son record personnel non officiel (réalisé à l'entraînement, le 09/02/2012) dans cette discipline est de 8 min 19 s.
Il met un terme à sa carrière en mai 2012 pour des raisons extra-sportives.

## Résultats
- Open international de Namur mars 2012:
  - Vainqueur en apnée statique : 7 min 33 s[6]
  - 2e en apnée dynamique avec palme : 155 m[7]
  - Vainqueur en apnée dynamique sans palme : 116 m[8]
  - Vainqueur en combiné d'apnée : 226,1 points[9]
- Championnat inter-régional de Dunkerque janvier 2012:[10]
  - Vainqueur en apnée statique : 7 min 34 s
  - 2e place en apnée dynamique avec palmes : 140,3 m
  - Vainqueur en apnée dynamique sans palmes : 108,29 m
  - Vainqueur en combiné d'apnée : 430,19 points
- Open international d'apnée de Liège novembre 2011:
  - Vainqueur en apnée statique : 7 min 35 s[11]
  - 6e place en apnée dynamique avec palmes : 129 m[12]
  - 3e place en apnée dynamique sans palmes : 111 m[13]
  - 2e place en combiné d'apnée : 211,0 points[14]
- 6th AIDA Individual Pool World Championship octobre 2011(Lignano Sabbiadoro):
  - 10e place mondiale en apnée statique : 7 min 10 s[15]
- Championnat de France d'apnée juin 2011 (Montluçon):
  - Champion de France d'apnée statique : 7 min 04 s 37[16]
  - 15e place en apnée dynamique avec palmes : 152,04 m[17]
  - 14e place en apnée dynamique sans palmes : 108,40 m[18]
  - 8e place en combiné d'apnée : 430,188 points[19]
- Championnat de France d'apnée mai 2010 (Poissy):
  - 4e place en apnée statique : 6 min 23 s[20]
  - 12e place en apnée dynamique avec palmes : 131,45 m[21]
  - 16e place en apnée dynamique sans palmes : 91,91 m[22]
  - 15e place en combiné d'apnée : 2433,28 points[23]